# Nelken-Leimkraut
Das Nelken-Leimkraut (Atocion armeria, Syn.: Silene armeria L.), auch Echtes Nelkenleimkraut oder Garten-Leimkraut genannt, ist eine Pflanzenart aus der Gattung Atocion innerhalb der Familie der Nelkengewächse (Caryophyllaceae). Sie wird in Parks und Gärten als Zierpflanze verwendet.

## Beschreibung

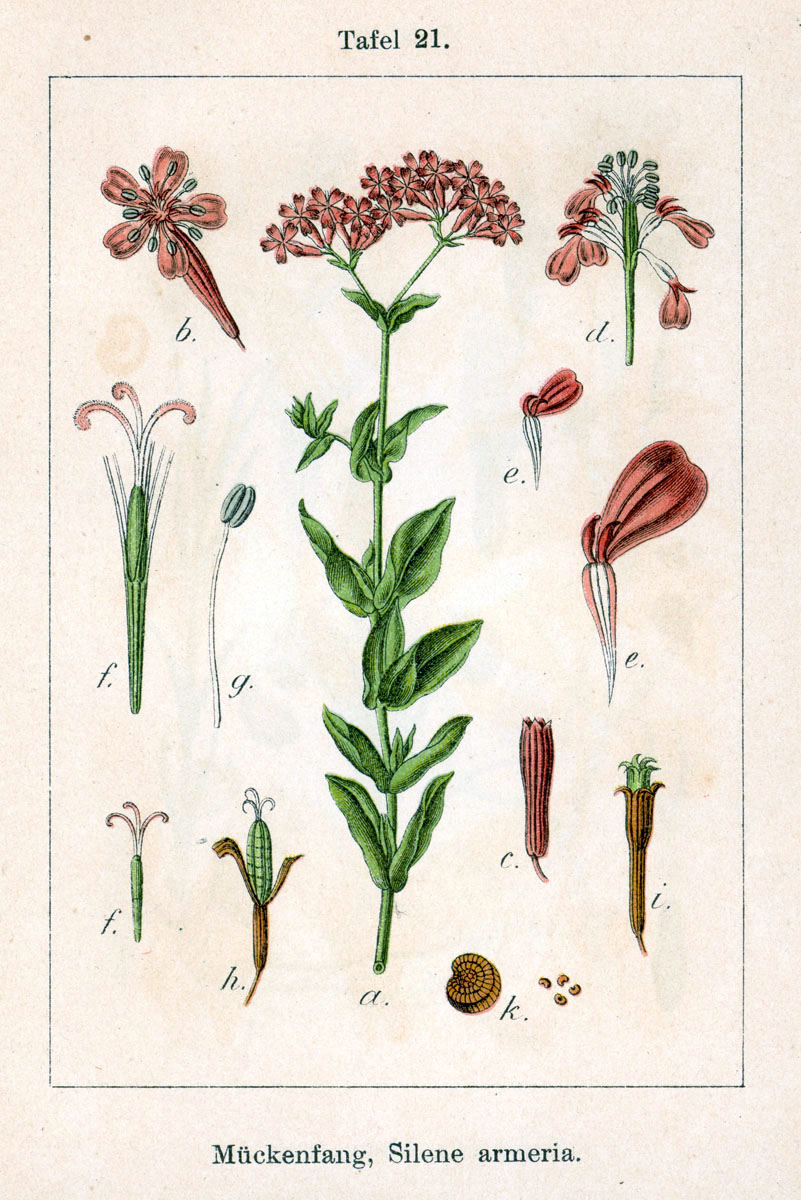
Illustration aus Sturm: Deutschlands Flora in Abbildungen

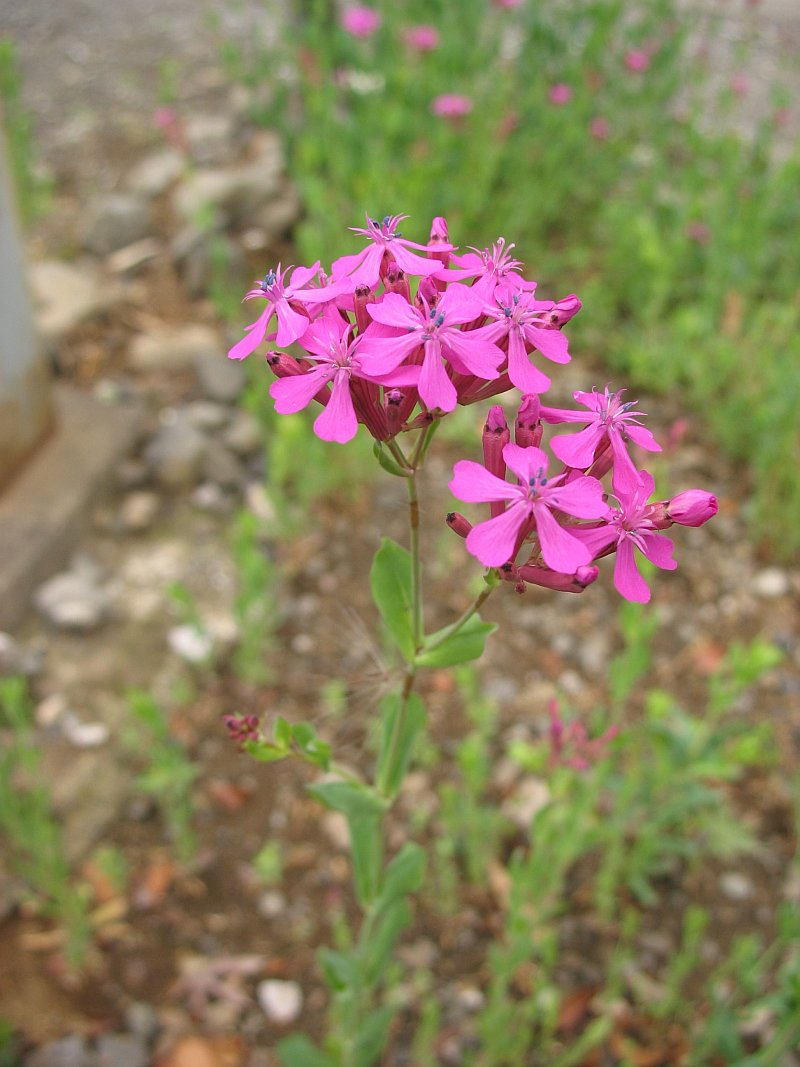
Blütenstand

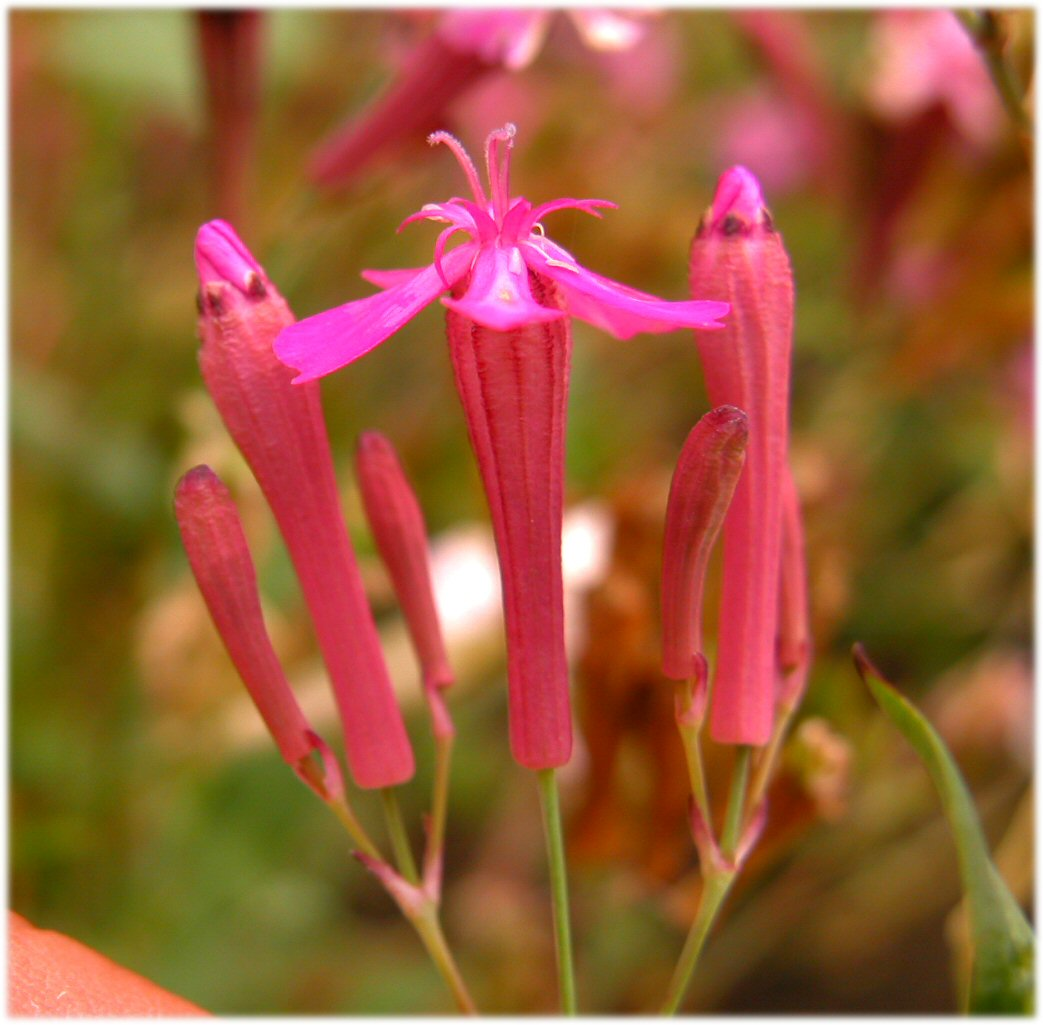
Ausschnitt eines Blütenstands mit Blüten im Detail

### Vegetative Merkmale
Beim Nelken-Leimkraut handelt sich um eine einjährige, in wärmeren Gebieten auch ausdauernde krautige Pflanze, die Wuchshöhen von 15 bis 60 oder 70 Zentimetern erreicht. Alle oberirdischen Pflanzenteile sind kahl und mehr oder weniger blau-grün bzw. bläulich bereift. Die Stängel sind aufrecht und außer im Blütenstand wenig verzweigt. Unter den Knoten des Stängels befinden sich Klebringe.
Die 2 bis 5 Zentimeter langen Grundblätter sind eilanzettlich, sie verwelken aber schon vor der Blütezeit. Die 1 bis 6 Zentimeter langen, gegenständigen Stängelblätter sind lanzettlich bis eiförmig, elliptisch bis breit-eilanzettlich und sind ungestielt und dadurch am Stängel sitzend bis stängelumfassend.

### Generative Merkmale
In den endständigen und trugdoldigen zymösen Blütenständen stehen die Blüten aufrecht und dicht. Die Tragblätter sind eilanzettlich bis nadelförmig. Die kurzen Blütenstiele sind 1 bis 5 Millimeter lang.
Die zwittrigen Blüten sind radiärsymmetrisch und fünfzählig. Die mehr oder weniger hautartige, purpurfarbenen, meist rötlichen, bei einer Länge von 1,4 bis 2 Zentimetern schmal-keulenförmigen, verwachsene Kelchblätter. Der zehnnervige, röhrige Kelch, mit kleinen Zipfeln, ist keulenförmig. Die purpurfarbenen, selten auch weißen, 20 bis 28 Millimetern verkehrt-eiförmigen und genagelten Kronblätter sind ungelappt und am oberen Ende leicht ausgerandet. Auffällig sind die 2 bis 3 Millimeter langen, priemlichen Schlundschuppen des etwa 3 Millimeter hohen Nebenkrönchens. Es sind drei Griffel vorhanden.
Die bei einer Länge von 7 bis 10 Millimetern relativ kleine Kapselfrüchte (Scheinfrucht) im beständigen Kelch, auf einem kurzen Karpophor öffnen sich mit sechs Zähnen. Die kleinen, fein skulptierten Samen sind nierenförmig.
Die Chromosomenzahl beträgt 2n = 24.

## Vorkommen
Atocion armeria kommt ursprünglich im Mittelmeerraum, in Mittel- und Osteuropa und in der Türkei vor. In Europa gibt es Fundortangaben für Frankreich, die Schweiz, Italien, Kroatien, Serbien, Albanien, Nordmazedonien, Griechenland, Bulgarien, Rumänien, Belarus, die Ukraine und die Türkei. In Nord- und Südamerika, in Australien, Neuseeland, Japan, Korea, auf den Azoren und auf Madeira ist sie ein Neophyt.
Das Nelken-Leimkraut wächst in Mitteleuropa auf Trockenrasen, trockenem Brachland und an mäßig feuchten Gebüschrändern. Es wird wegen seiner dichten purpurnen Blütenstände auch als Gartenpflanze kultiviert. Viele der Vorkommen in Mitteleuropa dürften auf Gartenpflanzen zurückgehen. Auch in weiten Teilen Nordamerikas und in Teilen Asiens gilt Atocion armeria als eingebürgert. Sie wächst dort vor allem an „gestörten“ Stellen wie Weg- und Straßenrändern.
In der Schweiz kommt Atocion armeria hauptsächlich im Kanton Wallis, im Tessin, im Bergell und im Puschlav vor. Sie gedeiht besonders in Pflanzengesellschaften der wärmeliebenden Silikat-Felsflur (Sedo-Veronicion). Die ökologischen Zeigerwerte nach Landolt et al. 2010 sind in der Schweiz: Feuchtezahl F = 2 (mäßig trocken), Lichtzahl L = 4 (hell), Reaktionszahl R = 3 (schwach sauer bis neutral), Temperaturzahl T = 4 (kollin), Nährstoffzahl N = 2 (nährstoffarm), Kontinentalitätszahl K = 4 (subkontinental).

## Taxonomie
Die Erstveröffentlichung erfolgte 1753 unter dem Namen (Basionym) Silene armeria durch Carl von Linné in Species Plantarum, Seite 420. Die Neukombination zu Atocion armeria (L.) Raf. wurde 1840 durch Constantine S. Rafinesque-Schmaltz in Autikon Botanikon, Seite 29 veröffentlicht. Synonyme für Atocion armeria (L.) Raf. sind beispielsweise: Silene glauca Salisb. nom. illeg., Silene lituanica Zapał.